# Kinkell Church

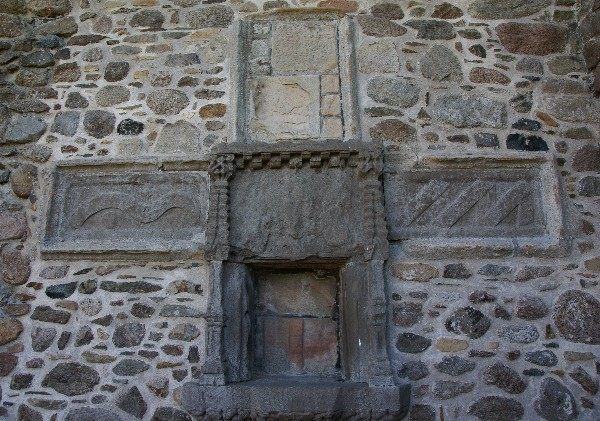
Het sacramentshuis.

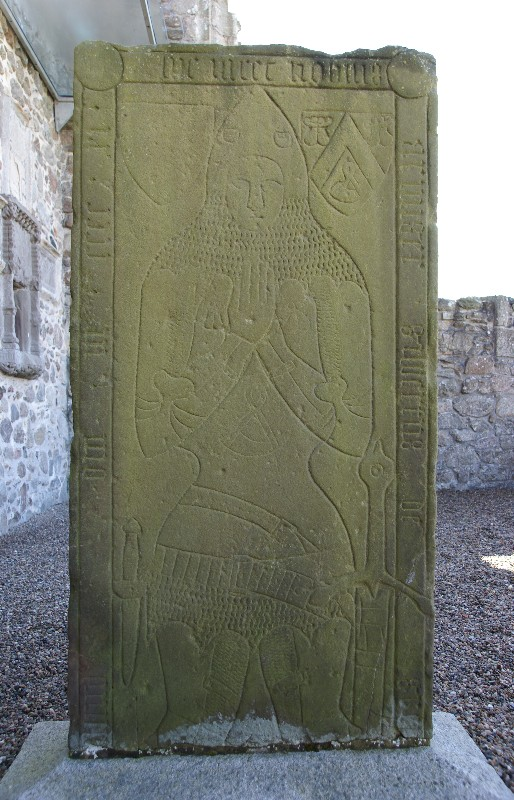
De grafsteen van Gilbert de Greenlaw.

Kinkell Church is de ruïne van een zestiende-eeuwse kerk, drie kilometer ten zuiden van Inverurie, in de Schotse regio Aberdeenshire.

## Geschiedenis
Het is onbekend wanneer de eerste kerk op deze locatie gebouwd werd. Aan het begin van de zestiende eeuw werd er een nieuwe kerk gebouwd, vermoedelijk op de restanten van een eerdere kerk. De kerk was waarschijnlijk gewijd aan de aartsengel Michaël.
De kerk is tot 1771 in gebruik gebleven. In dat jaar werd de gemeente opgesplitst tot twee kleinere gemeentes. Mogelijk zijn stenen van de kerk gebruikt voor de bouw van een van de twee nieuwe kerken.

## Bouw
De kerk was rechthoekig van vorm en oost-westelijk georiënteerd. De noordelijke en westelijke muur zijn nog grotendeels intact. In de kerk bevindt zich oostelijk in de noordelijke muur een versierde ruimte voor het bewaren van de hosties; een zogenaamd sacramentshuis. De versieringen hebben de vorm van een grieks kruis. Op dit sacramentshuis is het jaartal 1524 vermeld.

## Gilbert de Greenlaw
In de kerk bevindt zich de grafsteen van Gilbert de Greenlaw. Hij sneuvelde op 24 juli 1411 tijdens de Battle of Harlaw. De grafsteen is goed leesbaar gebleven, doordat de steen in 1592 herbruikt is voor een ander graf. Hierdoor werd de zijde waarop Gilbert was afgebeeld naar beneden geplaatst.

## Beheer
Kinkell Church wordt beheerd door Historic Environment Scotland.